# Виза T
Виза T (англ. T visa) — категория виз, позволяющая определённым жертвам торговли людьми остаться и временно работать в Соединённых Штатах, как правило, если они сообщают о преступлении в правоохранительные органы и после чего соглашаются помочь им в расследовании и/или судебном преследовании преступления, совершённого против них. Это также позволяет близким родственникам жертв въехать в Соединённые Штаты на законных основаниях.

## История
По оценкам правительства Соединённых Штатов в 2002 году, ежегодно до 50 000 человек незаконно ввозились в Соединённые Штаты, в основном женщины и дети, и оказывались в ловушке подобной рабству. В ответ на это был принят Закон о защите жертв торговли людьми 2000 года, который позволяет таким людям подавать заявления на трёхлетние временные визы, которые приводят к статусу постоянного жителя. В 2006 году Конгресс США изменил статью 214.11(p) раздела 8 Кодекса США «Иностранцы и граждане», чтобы разрешённый срок пребывания для держателей виз T составлял четыре года. 

## Типы визы

### T-1
Виза T-1 выдаётся людям, подпадающим под следующие критерии:
- Нелегальное прибытие в Соединённые Штаты для участия в коммерческой секс-работе, принудительном рабстве, пеонаже, кабале.
- Совершение коммерческих половых актов или согласие приехать в Соединённые Штаты в результате применения силы, мошенничества или принуждения.
- Переживание крайних трудностей в случае депортации.
- Сообщение о преступлениях, связанных с торговлей людьми, федеральным властям и, если свидетелям не менее 15 лет, помощь в расследовании и судебном преследовании. С изменениями в 2006 году требуемое соблюдение требований правоохранительных органов было признано неприемлемым, если жертва подвергнется какой-либо повышенной травме.
- Необходимость приложить подтверждение от правоохранительного органа, включённое в заявление на визу T-1 (если орган решит не включать подтверждение, жертва должна предоставить достаточные вторичные доказательства).

Также, чтобы иметь право на получение визы T, заявитель должен продемонстрировать «необычный или серьёзный вред» в случае его высылки из Соединённых Штатов. Сюда входят:
- Возраст и личные обстоятельства заявителя на визу T.
- Серьёзное физическое или психическое заболевание заявителя на визу T, от которого он не сможет получить лечение в своей стране.
- Вероятность повторной виктимизации.
- Обоснованное ожидание наказания по возвращении заявителей на родину.
- Вероятность причинения вреда торговцами людьми или связанными с ними лицами по возвращении.

### Подтипы
- Виза T-2 — выдаётся супругам держателей виз T-1.
- Виза T-3 — выдаётся детям держателей виз T-1.
- Виза T-4 — выдаётся родителям держателей T-1 в возрасте до 21 года.
- Виза T-5 — выдаётся не состоящим в браке братьям и сёстрам в возрасте до 18 лет держателей T-1, которые моложе 21 года.

## Статистика
Ниже приведена статистика выдачи визы T в посольствах и консульствах за пределами США, и не включает людей, которые изменили статус неиммигрантов в Соединённых Штатах. Виза T-1 преимущественно выдаётся путём изменения статуса в Соединённых Штатах, поэтому визы данной категории обычно не выдаются в дипломатических миссиях США.
| Год  | Количество выданных виз T-1 | Количество выданных виз T-2 | Количество выданных виз T-3 | Количество выданных виз T-4 | Количество выданных виз T-5 | Всего |
| ---- | --------------------------- | --------------------------- | --------------------------- | --------------------------- | --------------------------- | ----- |
| 2003 | 0                           | 20                          | 38                          | 0                           | 0                           | 58    |
| 2004 | ▬ 0                         | ▲ 74                        | ▲ 145                       | ▬ 0                         | ▬ 0                         | ▲ 219 |
| 2005 | ▬ 0                         | ▼ 35                        | ▼ 65                        | ▲ 7                         | ▲ 5                         | ▼ 112 |
| 2006 | ▬ 0                         | ▼ 11                        | ▼ 43                        | ▼ 5                         | ▼ 1                         | ▼ 60  |
| 2007 | ▬ 0                         | ▲ 20                        | ▲ 70                        | ▬ 5                         | ▲ 3                         | ▲ 98  |
| 2008 | ▬ 0                         | ▲ 34                        | ▲ 132                       | ▬ 5                         | ▲ 8                         | ▲ 179 |
| 2009 | ▬ 0                         | ▼ 8                         | ▼ 81                        | ▼ 3                         | ▼ 3                         | ▼ 95  |
| 2010 | ▬ 0                         | ▲ 64                        | ▲ 167                       | ▲ 7                         | ▲ 8                         | ▲ 246 |
| 2011 | ▬ 0                         | ▲ 127                       | ▲ 258                       | ▲ 10                        | ▲ 14                        | ▲ 409 |
| 2012 | ▬ 0                         | ▲ 151                       | ▲ 342                       | ▼ 7                         | ▲ 17                        | ▲ 517 |
| 2013 | ▬ 0                         | ▲ 171                       | ▲ 357                       | ▲ 22                        | ▲ 31                        | ▲ 581 |
| 2014 | ▬ 0                         | ▼ 115                       | ▲ 370                       | ▼ 18                        | ▼ 13                        | ▼ 516 |
| 2015 | ▬ 0                         | ▼ 111                       | ▲ 376                       | ▼ 10                        | ▼ 10                        | ▼ 507 |
| 2016 | ▬ 0                         | ▼ 89                        | ▼ 310                       | ▲ 26                        | ▲ 40                        | ▼ 465 |
| 2017 | ▬ 0                         | ▼ 76                        | ▲ 339                       | ▼ 17                        | ▼ 23                        | ▼ 455 |
| 2018 | ▬ 0                         | ▼ 66                        | ▼ 296                       | ▲ 28                        | ▲ 34                        | ▼ 424 |
| 2019 | ▬ 0                         | ▼ 60                        | ▼ 249                       | ▲ 36                        | ▼ 26                        | ▼ 371 |
| 2020 | ▬ 0                         | ▼ 33                        | ▼ 131                       | ▼ 18                        | ▼ 14                        | ▼ 196 |